# Magnonik
Die Magnonik befasst sich mit magnetischen Phänomenen in Kristallen und stellt ein relativ neues Teilgebiet der Festkörperphysik dar. Im Vordergrund der Forschung stehen dabei sogenannte Spinwellen (in der Quantenmechanik Magnon), welche sich in Festkörpern nach einer entsprechenden Auslenkung der Spinachsen parallel ausgerichteter Elektronen wellenförmig ausbreiten. Da die Elektronen hierbei nicht durch den Festkörper wandern und somit nirgendwo anstoßen, findet die Ausbreitung der Spinwellen im Wesentlichen ohne Energieverlust statt. Magnonische Bauelemente würden daher weniger Energie benötigen als elektronische Chips und folglich kaum Wärme erzeugen. Darüber hinaus werden für die fundamentalen Rechenoperationen weniger Schaltelemente benötigt als bei der Elektronik. Auch benötigen magnonische Bauelemente keine materiellen Kontakte mit der Außenwelt, was gerade bei der Kontaktierung von Abertausenden mikroskopischer Drähtchen in modernen Chips eine besondere technische Herausforderung darstellt. Schließlich ließe sich auch die Taktfrequenz, welche bei Halbleiterprozessoren seit Jahren bei etwa drei Gigahertz liegt, mit magnonischen Prozessoren schätzungsweise um den Faktor Tausend steigern. Aufgrund dieser Vorteile könnte die sich heute noch im Stand der Grundlagenforschung befindliche Magnonik in Zukunft deutlich effizientere Computer ermöglichen, als dies mithilfe der Mikroelektronik möglich ist.